# Ян Гевелій
Ян Гевелій (нім. Johannes Hevel, пол. Jan Heweliusz; 28 січня 1611 — 28 січня 1687) — польський астроном, автор перших карт Місяця («Селенографія або опис Місяця»), конструктор телескопів, градоначальник Ґданську. Протестант і спадковий бровар.

## Життєпис
Батьком Гевелія був Авраам Гевельке (1576–1649), а матір’ю Кордула Гекер (1576–1655). Вони були німецькомовними лютеранами, заможними торговцями пивом і походили з Богемії. У дитинстві Гевелія відправили до Ґондеча, де він вивчав польську мову.
Астрономією захопився в юності. Відвідав Прагу, де ознайомився з обсерваторією Тихо Браге, в Нідерландів, Англії і Франції вивчав юриспруденцію і вдосконалювався в оптиці і механіці. Після смерті батька успадкував його комерційну справу і всі доходи від неї витрачав на заняття астрономією. Багато уваги приділяв суспільним справам, неодноразово обирався суддею, з 1651 був радником магістрату Гданська. У 1640-х роках побудував у своєму будинку в Гданську обсерваторію, яка до появи Паризької і Гринвіцької обсерваторій була найбільшою в Європі (описав її в творі «Небесна будова», т. 1-2, 1673, 1679). Сам виготовляв інструменти для неї. Створені ним точні секстанти і квадранти мали радіус до 2-2,5 м, а монолінзові «повітряні» труби досягали в довжину 45 м. Після пожежі в 1679, що знищила обсерваторію, відбудував її наново і в 1681 відновив спостереження.

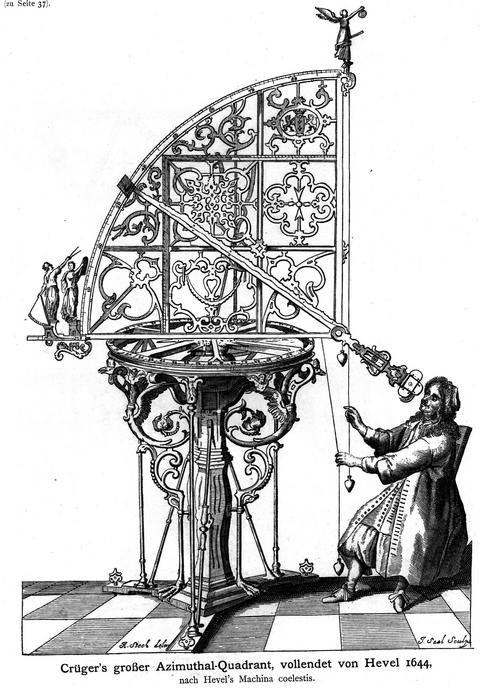
Квадрант Гевелія

Наукові роботи присвячені селенографії, позиційній астрономії, вивченню комет. Склав перші детальні карти Місяця, що відрізнялися великою точністю. Видана в 1647 «Селенографія» Гевелія містила атлас Місяця на картах діаметром 27 см і малюнки, що ілюструють вплив фаз Місяця і лібрації по широті на вигляд деталей її поверхні. Досить точно визначив висоту місячних гір по відкиданих ними тінях. Позначив різні утворення на поверхні Місяця земними географічними назвами, деякими з них ми користуємося і досі. У роботі «Кометографія» (1668) дав перший систематичний опис і виклав історію всіх комет, що спостерігалися на той час (сам Гевелій відкрив чотири нові комети — 1652, 1664, 1665 і 1682). Підсумок своїх 49-річних занять астрономією Гевелій підвів у праці «Переломний рік…» (1685), у якій зібрані результати його понад 20000 спостережень Місяця, планет, комет, зірок. Вже після смерті вченого його дружина Ельжбета видала підготовлені ним повністю «Каталог нерухомих зірок на епоху 1660» (1687) і атлас неба «Уранографія» (1690). Каталог містить результати спостережень положень 1564 зірок, видимих над горизонтом в Гданську, в ньому вперше приведені не тільки екліптикальні, але і екваторіальні координати для кожної зірки. Гевелій наполегливо відмовлявся від застосування телескопів для позиційних спостережень і проводив вимірювання за допомогою кутомірних інструментів, які не мали оптичних труб. Попри це, досягнута ним точність була дуже високою. Його каталог був останнім (і найточнішим) у дооптичний період спостережень. Атлас неба складається з 54 карт для кожного сузір'я і двох півсфер для всього неба; Гевелій виділив 11 нових сузір'їв, деякі введені ним назви сузір'їв (Гончі Пси, Жираф, Ящірка, Малий Лев, Секстант, Одноріг, Лисичка, Щит) збереглися до наших днів.
У 1968 Астрономічний інститут АН УзРСР і видавництво «Фан» АН УзРСР випустили в світ нове видання атласу Гевелія під редакцією В. П. Щеглова.
На честь астронома названо астероїд 5703 Гевелій.